# Klávesa Break

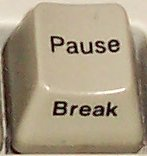
Break/Pause klávesa na PC klávesnici

Klávesa Pause / Break se nachází na české počítačové klávesnici vpravo od klávesy Scroll Lock.

## Význam
Klávesa Pause/Break je dávný pozůstatek původní klávesnice dálnopisného stroje. Až na drobné výjimky nemá tato klávesa žádný význam a používá se jen ve výjimečných případech. V operačním systému DOS se pomocí kláves Ctrl + Pause zastavují dávkové úlohy. V některých programovacích jazycích (BASIC nebo Pascal) lze touto klávesou přerušit běh programu.
Nejčastěji se používá v různých počítačových hrách, kde znamená ukončení nebo přerušení programu.

## Použití
- Klávesa Windows + Pause vyvolá v MS Windows dialogové okno Vlastnosti systému
- Ctrl + Pause/Break v DOS ukončí vykonávání BAT úlohy
- Pause/Break v průběhu vykonávání POST testu pozastaví vykonávaní testu – po stisknutí libovolné klávesy se test dokončí.
- V příkazové řádce Windows u příkazu tree je možné pozastavit výpis a pokračovat kurzorovou klávesou.
- Také ji lze použít při bootování většiny počítačů, kdy pozastaví BIOS a je možné vidět, co BIOS vypisuje.